# CHL Scholastic Player of the Year
CHL Scholastic Player of the Year je každoročně udělované hokejové ocenění hráči působícím v některé z lig, které zastřešuje Canadian Hockey League, který nejlépe skloubí vynikající výsledky ve sportu se studijními výsledky.

## Držitelé CHL Scholastic Player of the Year
| Sezóna  | Hráč                    | Tým                          | Liga      |
| ------- | ----------------------- | ---------------------------- | --------- |
| 2021/22 | Owen Beck               | Mississauga Steelheads       | OHL       |
| 2020/21 | neudělena               | neudělena                    | neudělena |
| 2019/20 | Cole Perfetti           | Saginaw Spirit               | OHL       |
| 2018/19 | Dustin Wolf             | Everett Silvertips           | WHL       |
| 2017/18 | Alexandre Alain         | Blainville-Boisbriand Armada | QMJHL     |
| 2016/17 | Sasha Chmelevski        | Ottawa 67’s                  | OHL       |
| 2015/16 | Alexis D’Aoust          | Shawinigan Cataractes        | QMJHL     |
| 2014/15 | Connor McDavid          | Erie Otters                  | OHL       |
| 2013/14 | Connor McDavid          | Erie Otters                  | OHL       |
| 2012/13 | Josh Morrissey          | Prince Albert Raiders        | WHL       |
| 2011/12 | Jonathan Brunelle       | Cape Breton Screaming Eagles | QMJHL     |
| 2010/11 | Dougie Hamilton         | Niagara IceDogs              | OHL       |
| 2009/10 | Dominic Jalbert         | Chicoutimi Saguenéens        | QMJHL     |
| 2008/09 | Stefan Elliot           | Saskatoon Blades             | WHL       |
| 2007/08 | Robert Slaney           | Cape Breton Screaming Eagles | QMJHL     |
| 2006/07 | Alexandre Picard-Hooper | Baie-Comeau Drakkar          | QMJHL     |
| 2005/06 | Pierre-Marc Guilbault   | Shawinigan Cataractes        | QMJHL     |
| 2004/05 | Gilbert Brulé           | Vancouver Giants             | WHL       |
| 2003/04 | Devan Dubnyk            | Kamloops Blazers             | WHL       |
| 2002/03 | Dustin Brown            | Guelph Storm                 | OHL       |
| 2001/02 | neudělena               | neudělena                    | neudělena |
| 2000/01 | Dan Hulak               | Portland Winter Hawks        | WHL       |
| 1999/00 | Brad Boyes              | Erie Otters                  | OHL       |
| 1998/99 | Rob Zepp                | Plymouth Whalers             | OHL       |
| 1997/98 | Kyle Rossiter           | Spokane Chiefs               | WHL       |
| 1996/97 | Stefan Cherneski        | Brandon Wheat Kings          | WHL       |
| 1995/96 | Boyd Devereaux          | Kitchener Rangers            | OHL       |
| 1994/95 | Perry Johnson           | Regina Pats                  | WHL       |
| 1993/94 | Patrick Boileau         | Laval Titan Collège Français | QMJHL     |
| 1992/93 | David Trofimenkoff      | Lethbridge Hurricanes        | WHL       |
| 1991/92 | Nathan LaFayette        | Cornwall Royals              | OHL       |
| 1990/91 | Scott Niedermayer       | Kamloops Blazers             | WHL       |
| 1989/90 | Jeff Nelson             | Prince Albert Raiders        | WHL       |
| 1988/89 | Jeff Nelson             | Prince Albert Raiders        | WHL       |
| 1987/88 | Darrin Shannon          | Windsor Spitfires            | OHL       |